# Перелік пам'яток культурної спадщини, що не підлягають приватизації (Донецька область)
В Донецькій області до переліку пам'яток культурної спадщини, що не підлягають приватизації, внесено 12 об'єктів культурної спадщини України.

## Донецька міська рада
| Найменування пам'ятки                                                                     | Час створення  | Місце розташування           | Охоронний номер |
| ----------------------------------------------------------------------------------------- | -------------- | ---------------------------- | --------------- |
| Будинок обласного академічного українського музично-драматичного театру                   | 1961 рік       | м. Донецьк, вул. Артема, 74а | 6-Дц            |
| Будинок академічного державного російського театру опери та балету ім. А. Б. Солов'яненка | 1941 рік       | м. Донецьк, вул. Артема, 82  | 8-Дц            |
| Будинок обласної універсальної наукової бібліотеки ім. Н. К. Крупської                    | 1936 рік       | м. Донецьк, вул. Артема, 84  | 9-Дц            |
| Архітектурний комплекс мосту через р. Кальміус                                            | 1951-1954 роки | м. Донецьк, просп. Ілліча    | 14-Дц           |

## Дебальцівська міська рада
| Будинок залізничного вокзалу | 1878 рік | м. Дебальцеве | 26-Дц |

## Маріупольська міська рада
| Будинок обласного російського драматичного театру | 1960 рік | м. Маріуполь, пл. Театральна, 1 | 30-Дц |

## Волноваський район
| Метеорологічна обсерваторія | 1852 рік | смт Комсомольський | 975 |

## Костянтинівський район
| Будинок залізничного вокзалу | 1926, 1955 роки | м. Костянтинівка | 90-Дц |

## Слов'янська міська рада
| Свято-Успенська Святогірська Лавра:             | XVII-XIX сторіччя | м. Святогірськ, вул. Зарічна, 1 | 154 |
| церква Святого Миколая                          | XVII сторіччя     | м. Святогірськ, вул. Зарічна, 1 |     |
| споруди печерні                                 | XVII сторіччя     | м. Святогірськ, вул. Зарічна, 1 |     |
| підземна церква Святих Антонія і Феодосія       | XVII сторіччя     | м. Святогірськ, вул. Зарічна, 1 |     |
| каплиця Святого апостола Андрія Первозванного   | XIX сторіччя      | м. Святогірськ, вул. Зарічна, 1 |     |
| башти монастирської огорожі (західна та східна) | XIX сторіччя      | м. Святогірськ, вул. Зарічна, 1 |     |
| Кирило-Мефодіївські сходи                       | XIX сторіччя      | м. Святогірськ, вул. Зарічна, 1 |     |

## Харцизька міська рада
| Зуївська Терпигорівська ГРЕС | 1930-1939 роки | м. Зугрес, вул. Станційна           | 35-Дц |
| Будинок залізничного вокзалу | 1931 рік       | м. Іловайськ, вул. Т. Шевченка, 139 | 37-Дц |

## Ясинуватський район
| Будинок залізничного вокзалу | 1952 рік | м. Ясинувата | 50-Дц |